# Inténtalo (Me prende)
«Inténtalo (Me Prende)» es una canción del grupo de cumbia tribal mexicano 3BallMTY. Es su primer sencillo, el cual se considera como sencillo promocional, ya que con ésta se dieron a conocer internacionalmente. Esta fue escrita por América Sierra y El Bebeto para el primer álbum de estudio de 3BallMTY, Inténtalo (2011). En México, la canción fue lanzada el 6 de diciembre del 2011 como el primer sencillo del álbum. Anteriormente se publicó el vídeo oficial el 1 de agosto de 2011.

## Posicionamiento en listas

### Semanales
| Estados Unidos | Top Latin Songs        | 1  |
| Estados Unidos | Regional Mexican Song  | 2  |
| Estados Unidos | Latin Pop Songs        | 14 |
| Estados Unidos | Bubbling Under Hot 100 | 3  |
| Estados Unidos | Heatseekers Songs      | 16 |
| México         | MonitorLatino          | 1  |